# Massimo Pietroselli
Massimo Pietroselli (Roma, 6 ottobre 1964) è uno scrittore italiano.

## Biografia
Laureato in ingegneria elettronica, lavora per una società di telecomunicazioni.
Appassionato di letteratura di genere, ha pubblicato vari racconti spaziando in diversi generi letterari.
Nel 1994 ha vinto il Premio Urania con il romanzo Miraggi di silicio, pubblicato nella collana omonima della Mondadori nell'ottobre del 1995.
Nel 2004 ha vinto il premio Fantascienza.com con il romanzo L'undicesima frattonube, pubblicato dalla casa editrice Delos Books, organizzatrice del concorso.
L'anno successivo ha vinto il Premio Tedeschi e ha pubblicato il suo primo romanzo poliziesco all'interno della collana Il Giallo Mondadori, Il palazzo del diavolo, ambientato nella Roma del 1875.
Nel 2007 Mondadori ha pubblicato il seguito di questo romanzo, nella collana Omnibus: La porta sulle tenebre.
Nel numero 3016 del Giallo Mondadori (ottobre 2010) è apparsa la terza puntata della serie, L'affare Testa di Morto.
Nell'ottobre 2010 è uscito il V Romanzo di Roma, progetto coordinato da Valerio Massimo Manfredi, dal titolo L'aquila di sabbia e di ghiaccio, ambientato nell'impero di Marco Aurelio.
Saturno il Nero è un romanzo giallo ambientato nella Parigi del 1913, dove il protagonista è il celebre e misterioso alchimista Fulcanelli, che si improvvisa investigatore per risolvere un caso di omicidio e di furto di un manoscritto alchemico.
Nel settembre 2012 ha pubblicato per Newton Compton Alphabetum - La confraternita del saio nero, un thriller ambientato a Roma alla fine del 1599, poco prima dell'apertura dell'Anno Santo.
Quest'ultimo romanzo viene ripubblicato nel luglio 2013, per Newton Compton ma nella collana "Gli Insuperabili", con il titolo La profezia infernale.  Nel 2013 ha pubblicato, sempre per Newton Compton, La congiura di Praga, ambientato cinque anni dopo Alphabetum.
Nel 2019, con Enrico Luceri e Giulio Leoni, ha ideato una serie di storie che ammiccano a X-files, ambientate durante il Ventennio e ispirate alla leggenda del Gabinetto RS-33 presieduto da Guglielmo Marconi: "Gli archivi segreti della Sezione M", pubblicati da Tre60 (Tea Edizioni). Tra il 2019 e il 2020 sono usciti cinque volumi.
Per questa serie di romanzi i tre scrittori hanno utilizzato lo pseudonimo di Carlo Alberto Orlandi, che nella finzione narrativa è l'archivista della Sezione M.
È l'unico scrittore ad essersi aggiudicato entrambi i maggiori premi letterari indetti dalla casa editrice Mondadori, Premio Urania e Premio Tedeschi.

## Opere
- Miraggi di silicio, Urania n.1267, Mondadori, 1995
- L'undicesima frattonube, Delos Books, 2004
- Il palazzo del diavolo, Il Giallo Mondadori n. 2890, Mondadori, 2005
- La porta sulle tenebre, Mondadori, 2007
- L'affare Testa di Morto,  Il Giallo Mondadori n. 3016, Mondadori, 2010
- L'aquila di sabbia e di ghiaccio, Mondadori, 2010
- Saturno il Nero, Hobby & Work Publishing, 2011
- Alphabetum - La confraternita del saio nero, Newton Compton, 2012
- La congiura di Praga, Newton Compton, 2013
- Gli archivi segreti della Sezione M (cinque volumi), Tea Editore, 2019-2020